# Josef Biedermann (Offizier)
Josef Biedermann (* 3. Januar 1929 in Bettlach; † 24. März 2002) war ein Schweizer Offizier (Divisionär).

## Leben
Von 1948 bis 1952 absolvierte Josef Biedermann die Ausbildung zum Elektroingenieur HTL am Technikum Biel. Von 1952 bis 1955 war er Entwicklungsingenieur der Autophon AG in Solothurn.
Im Jahr 1955 wurde er Instruktionsoffizier der Fliegertruppen. Von 1973 bis 1980 war er Chef der Sektion Führungs- und Einsatztechnik im Kommando der Flieger- und Flabtruppen. In den Jahren 1981 bis 1990 war er als Divisionär Waffenchef der Übermittlungstruppen, Direktor des Bundesamts für Übermittlungstruppen sowie Beauftragter des Bundesrats für die Koordinierte Übermittlung im Rahmen der Gesamtverteidigung.
Als Truppenoffizier war Biedermann von 1970 bis 1973 Kommandant der Flieger-Übermittlungsabteilung 2 und von 1978 bis 1980 des Flieger- und Flab-Nachrichten/Übermittlungsregiments 21. Von 1981 bis 1990 führte er die Armee-Übermittlungstruppen und war damit Übermittlungschef der Armee.